# Elżbieta Katolik
Elżbieta Katolik, nata Skowrońska  (9 ottobre 1949 – 28 giugno 1983), è stata una mezzofondista polacca.

## Palmarès

### Europei indoor
- 3 medaglie:
  - 1 oro (Göteborg 1974 negli 800 m piani)
  - 2 bronzi (Rotterdam 1973 negli 800 m piani; San Sébastian 1977 negli 800 m piani)